# 長谷寺 (由利本荘市)

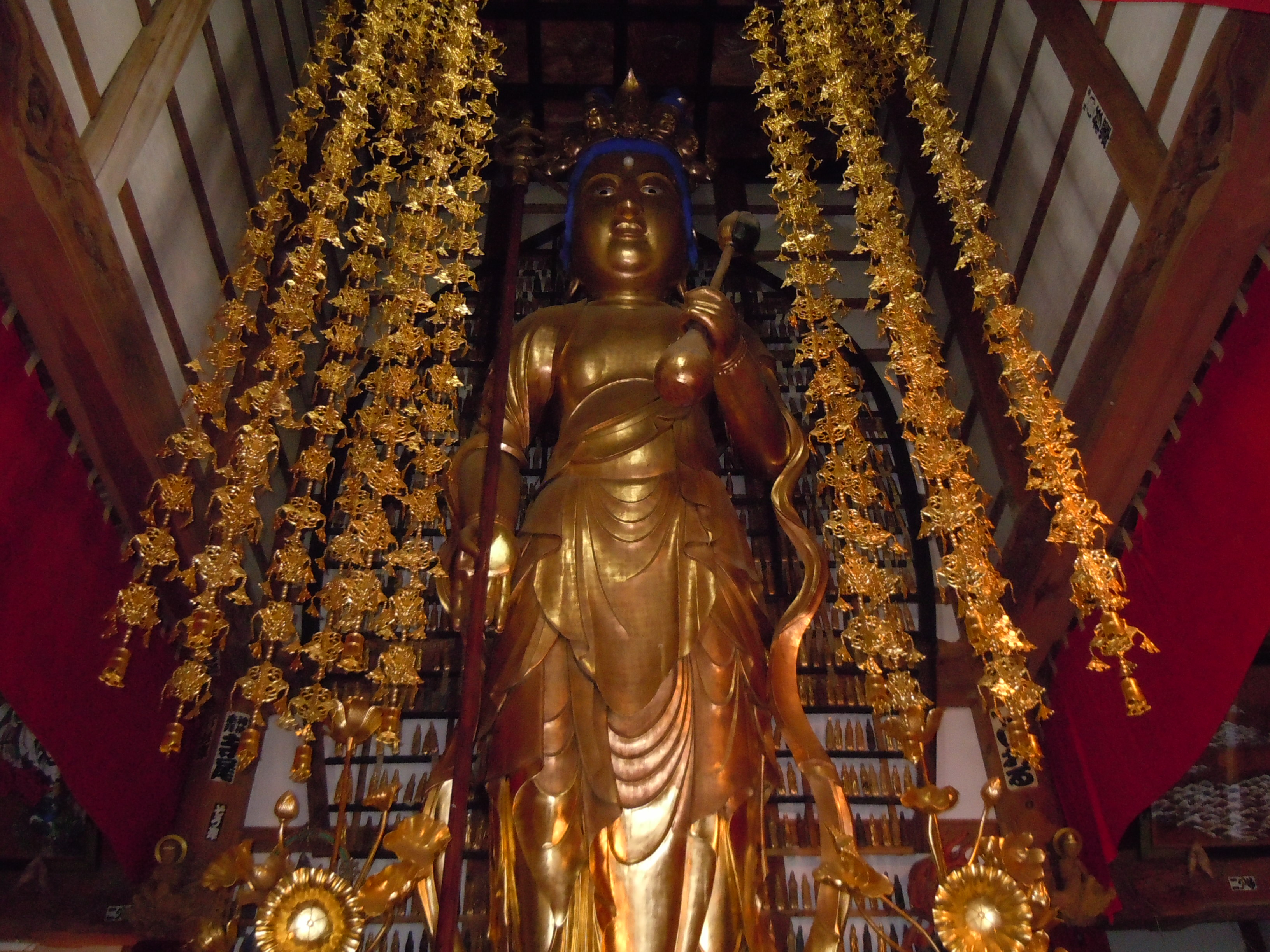
「赤田の大仏」として知られる十一面観音立像

長谷寺（ちょうこくじ）は、秋田県由利本荘市赤田にある曹洞宗の寺院である。当寺に安置されている高さ約9m、木製金箔押しの長谷十一面観音立像は通称赤田大仏と呼ばれ、奈良県桜井市の長谷寺（はせでら）、神奈川県鎌倉市の長谷寺（はせでら）と並び日本三大長谷観音の一つと言われている。秋田三十三箇所観音霊場第8番札所。

## 概要
正法山長谷寺は、1775年（安永4年）、亀田藩の僧是山泰覚により創建された寺院である。1784年（天明4年）には、鎌倉長谷寺の本尊と同木から彫り出されたという小仏を胎内仏として十一面観音立像の製作が始まり、2年後に完成した。1888年（明治21年）に堂塔伽藍のすべてが火事により焼失したが、4年後に観音像が再建、さらに9年後には本堂が再建された。

### 年表
- 1775年（安永4年）：是山泰覚和尚により滝沢山不動庵開山
- 1778年（安永7年）：丈六阿弥陀如来建立
- 1784年（天明4年）：十一面観音立像製作開始
- 1786年（天明6年）：十一面観音立像完成
- 1792年（寛政4年）：正法山長谷寺創立
- 1794年（寛政6年）：大仏堂完成
- 1795年（寛政7年）：亀田藩祈願所となる（寺領50石）
- 1810年（文化7年）6月：秋田藩主佐竹義和は、名僧の名が高かった補陀寺の徳善、長谷寺の是山泰覚、天徳寺の義産を空素沼に呼び、雨乞いの祈りをさせたところ、霊験あらたかであった[3]。
- 1811年（文化8年）是山泰覚和尚入滅
- 1888年（明治21年）：堂塔伽藍総て焼失
- 1892年（明治25年）：観音像再建
- 1893年（明治26年）：大仏堂再建
- 1901年（明治34年）：本堂再建
- 1952年（昭和27年）6月20日：「赤田の大仏」は秋田魁新報社主催の第一回秋田県観光三十景(有効投票約百九十五万票)では第18位(四万千五百六十七票)に選出された。
- 1986年（昭和61年）：十一面観音が本荘市有形文化財に指定

## 祭典
- 8月21日 - 22日：赤田大仏祭り（豊作・家内安全祈願の神仏習合の祭り）

## 文化財
- 大仏殿（国の登録有形文化財）[4]
- 「法隆寺一切経」（県の有形文化財）
- 十一面観音立像（由利本荘市の有形文化財）

## 交通

### バス
- 赤田大仏前から徒歩
  - 羽後交通

### 車
- 大内JCT（日本海東北自動車道）から市道経由秋田県道69号本荘岩城線で約5km
- 駐車場 : 有り

### 鉄道
- JR東日本 羽越本線 羽後本荘駅から約25分